# 総状花序

総状花序

総状花序（そうじょうかじょ、英語: raceme）は、花序のひとつ。付け根から先へ、あるいは周りから中心部へ咲いてゆく無限花序のひとつで、柄のある小花が長い円錐形または円柱形に並び、付け根から咲いていくもののことである。穂状花序との違いは、花に花柄があるかないかだけである。フジ、ウワミズザクラ、ヒヤシンス、クララ、スズランなどが総状花序を持つ。